# Улица Братьев Рогатинцев

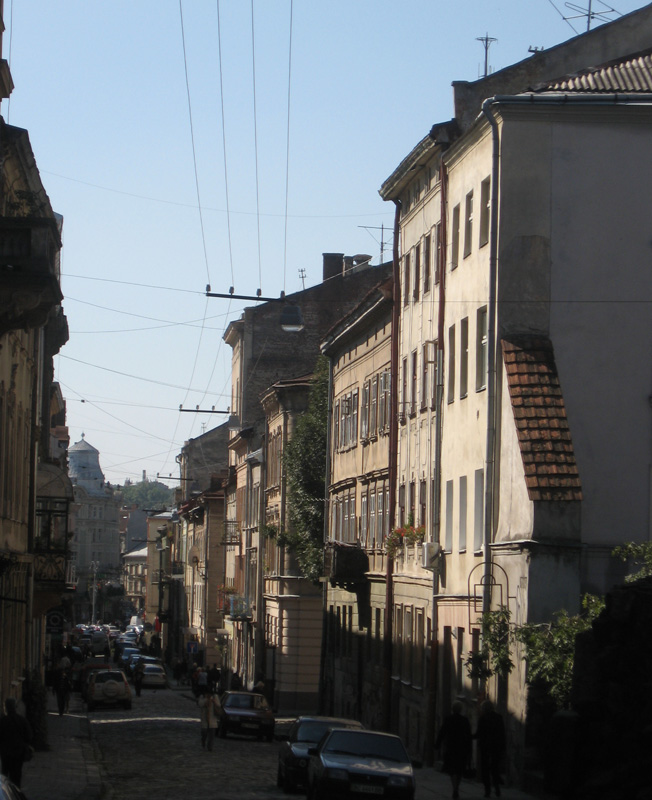
Улица братьев Рогатинцев

У́лица Бра́тьев Рога́тинцев (укр. Вулиця Братів Рогатинців) — улица в историческом центре Львова (Галицкий район). Застройка улицы в стиле классицизм и сецессия.

## История
Улица была проложена в конце XVIII века на месте разобранных городских фортификаций. Вдоль нынешней улицы проходила Высокая стена (Wysoki mur) с башнями: Кожемяк (Garbarzy), Золотарей, Гончаров (Garnciarzy), Котляров (Kotlarzy), Пустая башня (Pusta wieża), Жидовская (Żydowska) и Сапожная (Szewska). Под нынешними домами чётной стороны улицы проходила построенная в XV ст. Низкая стена (Nizki mur) с бастионами.
Австрийские власти начала разбирать городские укрепления уже в 1777 году, а в 1787 году было объявлено о распродаже южной части городских стен с башнями и прилегающих участков, что дало начало нынешней улице, получившей название Новой.
За два десятилетия параллельно Новой проложили улицу Валовую. Одновременно, через сад Бернардинского монастыря, была продлена улица Шкотская (ныне — Сербская) к нынешней Соборной площади.

## Названия
- С 1795 года — Новая улица;
- с 1871 — улица Собеского в честь Яна III Собеского (1674—1696);
- в 1941—1944 годах — Кёнигштрассе (Königstraße, Королевская улица).
- с 1946 — улица Комсомольская;
- с 1991 года — улица Братьев Рогатинцев в честь Юрия и Ивана из Рогатина, богатых православных русинских мещан, которые в XVI веке были активными деятелями Львовского Ставропигийского братства, заботились о культуре и образовании русинской общины города.

## Примечательные здания
- № 4, 5, 6, 7, 9, 11, 14, 15, 16, 18, 22, 28, 30, 39, 41 — памятники архитектуры местного значения.
- № 6, здание Галицкого акционерного купеческого банка (1913—1916, архитекторы Альфред Захаревич, Юзефа Сосновский и Ян Шульц), памятник архитектуры местного значения.
- № 7, памятник архитектуры местного значения, в прошлом — редакция польской газеты «Львовянин» («Lwowianin»).
- № 10, в прошлом в здании действовало похоронное бюро Курковского, из-за чего до 1960-х во Львове использовалось выражение «пойти к Курковскому», означавшее «умереть».
- Остатки башни-бастиона под № 32 — памятник общенационального значения.
- Под несуществующим ныне № 51 находилась Большая городская синагога, уничтоженная в 1941 году.